# أ. جي. هوبكينز
أ. جي. هوبكينز (بالإنجليزية: A. G. Hopkins)‏ هو مؤرخ بريطاني، ولد في 21 فبراير 1938.